# الکساندر ماخ
الکساندر ماخ (اسلواکی: Alexander Mach; ۱۱ اکتبر ۱۹۰۲ – ۱۵ اکتبر ۱۹۸۰) سیاستمدار ناسیونالیست اهل اسلواکی بود. ماخ با جناح راست افراطی ناسیونالیسم اسلواکی مرتبط بود و به دلیل حمایت قوی از نازیسم و آلمان مورد توجه قرار گرفت.